# Camprovín
Camprovín è un comune spagnolo di 199 abitanti situato nella comunità autonoma di La Rioja.